# Tu verras
Pour les articles homonymes, voir Tu verras (homonymie).
Tu verras est un roman de Nicolas Fargues publié le 3 février 2011 aux éditions P.O.L. et ayant reçu la même année le Prix France Culture-Télérama.

## Résumé
Tu verras raconte comment un père vit la mort de son enfant, Clément. En effet, l'ouvrage est centré sur la figure de ce père, Colin, qui s'aperçoit, à l'occasion de ce tragique évènement, qu'il ne connaît pas son fils, qu'il ne l'a pas vu grandir et devenir un adolescent. Son divorce aura sans doute été l'élément déclencheur de cette prise de conscience. Perdu dans ses pensées et son inconsolable tristesse, Colin remet en cause les fondements de ses valeurs personnelles, de son éducation et commente les évolutions tangibles de la société. Colin décide enfin de s'engager dans un voyage initiatique avec la complicité d'un trafiquant de drogue qui le conduit au beau milieu de l'Afrique. Cela va permettre à ce père en souffrance de repartir sur des bases nouvelles.

## Éditions
- Tu verras, P.O.L., 2011,  (ISBN 978-2818013137)